# Pabellón municipal del Serrallo
El Pabellón Municipal del Serrallo  (Pavelló Municipal del Serrallo en catalán) es una instalación polideportiva situada en la ciudad catalana de Tarragona (España).  Fue inaugurado en 1978 y es el escenario donde disputa sus encuentros como local el club de baloncesto CB Tarragona 2017 de la liga LEB Oro.
Tiene capacidad para 1800 espectadores y fue una de las instalaciones que formó parte de la candidatura que presentó la Tarragona para albergar los Juegos del Mediterráneo de 2017.